# Kacper Sztuba
Kacper Sztuba (ur. 25 stycznia 1999 w Lubaniu) – polski kajakarz, reprezentant kadry narodowej w kajakarstwie slalomowym, w kategorii C-1 (kanadyjka) od 2014 roku. Mistrz świata juniorów, wicemistrz świata U-23, srebrny medalista mistrzostw Europy U-23. Pięciokrotny mistrz Polski seniorów w latach 2018–2022. Reprezentuje klub AZS-AWF Kraków.

## Życiorys
W wieku 4 lat po raz pierwszy wsiadł do kajaka na rzece Kwisa w rodzinnym mieście, Leśna. Wychowanek leśniańskiego klubu LUKS Kwisa Leśna.. W 2012 roku rozpoczął naukę w Szkole Mistrzostwa Sportowego w Krakowie, co wiązało się z przeprowadzką do internatu w wieku 13 lat. Od tego samego roku zawodnik klubu AZS-AWF Kraków.
Od 2014 reprezentant kadry narodowej. W tym samym roku zajął 12. miejsce podczas Mistrzostw Europy Juniorów w Skopje. W 2015 roku został Vicemistrzem Świata juniorów w brazylijskim Foz do Iguaçu. W 2016 roku wywalczył brąz na Mistrzostwach Świata juniorów w Krakowie i srebro na Mistrzostwach Europy juniorów w słoweńskim Solkan. W 2017 roku został Mistrzem Świata Juniorów w Bratysławie. W 2019 reprezentował Polskę w dwóch kategoriach wiekowych, U-23 oraz seniorskiej. W 2020, w Mistrzostwach Europy, w Krakowie wywalczył tytuł wicemistrza, w kategorii U-23. W 2021 roku na Mistrzostwach Świata Seniorów w Bratysławie zajął 4. miejsce. W 2022 po raz ostatni reprezentował kraj w kategorii U-23 na najważniejszych imprezach sportowych i dwukrotnie osiągnął tytuł wicemistrza Europy w Czeskich Budziejowicach, zarówno w starcie indywidualnym, jak i w zespole C1x3.